# Carl David Tolmé Runge
Carl David Tolmé Runge (n. 30 august 1856, Bremen, Germania – d. 3 ianuarie 1927, Göttingen, Republica de la Weimar) a fost un matematician și fizician german; alături de Martin Kutta, a fost dezvoltatorul metodei Runge-Kutta (pronunția germană: [ʀʊŋə kʊta]) din domeniul matematicii care este astăzi cunoscut sub numele de analiză numerică.

## Biografie
Carl David Tolmé Runge s-a născut la Bremen la 30 august 1856. Primii câțiva ani de viață i-a petrecut la Havana unde tatăl său, Julius Runge, era consulul Danemarcei. Familia s-a mutat mai târziu la Bremen unde tatăl său a murit timpuriu (în 1864).
În 1880, a obținut titlul de doctor în matematică la Berlin unde a studiat sub îndrumarea lui Karl Weierstrass. În 1886 a fost numit profesor la Technische Hochschule Hannover din Hanovra, Germania.
Interesul său științific a fost orientat spre matematică, spectroscopie, geodezie și astrofizică. Pe lângă matematica pură, a făcut studii experimentale asupra liniilor spectrale ale diferitelor elemente chimice (împreună cu Heinrich Kayser) și a fost foarte interesat de aplicarea rezultatelor acestor studii în domeniul spectroscopiei astronomice.
În 1904, la invitația lui Felix Klein, a ocupat o catedră la Universitatea Georg-August din Göttingen. Acolo a rămas până la pensionarea sa din 1925.

### Familia
Fiica sa, Iris, a devenit și ea matematician, iar fiul său, Wilhelm, a fost un pionier al dezvoltării radarului. O altă fiică, Nerina (Nina), a fost căsătorită cu matematicianul Richard Courant.

## Memoria
Craterul Runge de pe Lună este denumit după el. Nivelele energetice ale oxigenului molecular, de tip Schumann-Runge sunt denumite după el și Victor Schumann.

## Lucrări
- Ueber die Krümmung, Torsion und geodätische Krümmung der auf einer Fläche gezogenen Curven (Despre curbura, torsiunea și curbura geodezică a curbelor de pe o suprafață; disertație de doctorat, Friese, 1880.
- Analytische Geometrie der Ebene (Geometria analitică a planului); B.G. Teubner, Leipzig, 1908.
- Graphical methods; a course of lectures delivered in Columbia university, New York, October, 1909, to January, 1910 (Metode grafice; un curs de prelegeri la Universitatea din Columbia, New York, ținute din octombrie 1909 până în ianuarie 1910); Columbia University Press, New York, 1912.
- Carl Runge und Hermann König Vorlesungen über numerisches Rechnen(Prelegeri de calcul numeric); Springer, Heidelberg, 1924.
- Vector Analysis (Analiză vectorială); Göttingen, 1919